# Битва на Адді (1799)
Би́тва на А́дді  — битва, що відбулася 26-28 квітня 1799 року на річці Адді (лівій притоці річки По) між союзними австро-російськими та французькими військами під час війни Другої коаліції (Австрії, Англії, Росії) проти революційної Франції. Під командуванням Суворова О. В. було близько 43 тисяч союзників проти приблизно 28 тисяч французів під орудою спершу генерала Шерера, а потім Ж. В. Моро.

## Хід битви
Французька армія (28 000 осіб) займала оборонні позиції на фронті більше, як 100 кілометрів, на крутому правому березі річки Адда. Армія Суворова (48 500 чоловік — 12 000 російських та 36 500 австрійських солдатів) розташовувалась на лівому (пологому) березі. План Суворова полягав в тому, щоб, скориставшись розтягнутістю фронту французьких військ, відволікти увагу їх командування від центру на лівий фланг, і прорвати розташування противника, розгромивши їх по частинах. Для цього проти лівого флангу французів був направлений загін генерала Багратіона, який успішно атакував противника і, переслідуючи його, 26 квітня зайняв Лекко.
Одночасно союзні війська навели переправи біля Брівіо, Кассано та Лоді. Використовуючи їх, 27 квітня Суворов непомітно форсував Адду в центрі французьких позицій. При подальшому просуванні поблизу Треццо та Вапріо союзні війська зустріли запеклий опір французів, яке, проте, було зламане стрімкою атакою 3 козачих полків та австрійських гусарів. Інша частина військ Суворова розгромила противника біля Кассано і зайшла в тил французам, які відступали від Вапріо. 27 квітня почався загальний відступ французьких військ. 28 квітня були розбиті розрізнені частини французів біля Брівіо та Вердеріо.
Французька армія втратила вбитими та пораненими близько 2,5 тисяч і ще 5 тисяч полоненими. Втрати союзників також близько 2,5 тисяч.
Перемога на Адді була здобута завдяки майстерному поєднанню Суворовим дій головних сил на вирішальному напрямку з діями загонів на другорядних ділянках, своєчасному перегрупуванню військ з використанням завчасно виділених резервів та умілій їх взаємодії в ході битви. Успіху військ багато в чому сприяло майстерне форсування Адди на декількох ділянках. Битва на Адді — класичний приклад умілого управління військами на широкому фронті. Перемога на Адді забезпечила союзникам успіх в усій італійській кампанії.